# Zenéy Geldenhuys
Zenéy Geldenhuys (* 22. Mai 2000 in Pretoria als Zenéy van der Walt) ist eine südafrikanische Hürdenläuferin, die sich auf die 400-Meter-Distanz spezialisiert hat.

## Sportliche Laufbahn
Erste internationale Erfahrungen sammelte Zenéy Geldenhuys 2017 bei den Jugendweltmeisterschaften in Nairobi, bei denen sie in 58,23 s die Goldmedaille im Hürdenlauf und mit der gemischten südafrikanischen Staffel in 3:24,45 min die Bronzemedaille gewann. Im Jahr darauf siegte sie bei den U20-Weltmeisterschaften in Tampere in 55,34 s und schied mit der 4-mal-400-Meter-Staffel mit 3:50,39 min im Vorlauf aus. 2019 musste sie sich bei der Sommer-Universiade in Neapel in 55,73 s nur der Italienerin Ayomide Folorunso geschlagen geben und belegte mit der Staffel in 3:35,97 min Rang sieben. Ende August nahm sie erstmals an den Afrikaspielen in Rabat teil und belegte dort in 57,67 s den vierten Platz und wurde mit der Staffel in 3:41,17 min Fünfte. Daraufhin startete sie bei den Weltmeisterschaften in Doha und kam dort mit 57,11 s nicht über die erste Runde hinaus. 2022 siegte sie in 56,00 s bei den Afrikameisterschaften in Port Louis und sicherte sich dort in 3:20,34 min gemeinsam mit Taylon Bieldt, Miranda Coetzee und Precious Molepo auch die Goldmedaille in der 4-mal-400-Meter-Staffel. Anschließend schied sie bei den Weltmeisterschaften in Eugene mit 54,81 s im Halbfinale aus und verpasste mit der 4-mal-400-Meter-Staffel mit 3:34,68 min den Finaleinzug. Anschließend gewann sie dann bei den Commonwealth Games in Birmingham in 54,47 s die Bronzemedaille hinter der Jamaikanerin Janieve Russell und deren Landsfrau Shiann Salmon und belegte mit der Staffel in 3:30,25 min den vierten Platz.
2023 erreichte sie bei den Weltmeisterschaften in Budapest jeweils das Halbfinale über 400 Meter und 400 m Hürden und schied dort mit 51,54 s bzw. 55,49 s aus. Im Jahr darauf wurde sie bei den World Athletics Relays 2024 auf den Bahamas in 3:15,96 min Dritte im A-Lauf in der 2. Qualifikationsrunde der Mixed-Staffel für die Olympischen Sommerspiele in Paris und verpasste somit eine Direktqualifikation. Dort schied sie jedoch über 400 m Hürden mit 53,90 s im Halbfinale aus.
In den Jahren 2019 und von 2022 bis siegte Geldenhuys bei den Südafrikanischen Meisterschaften im 400-Meter-Hürdenlauf.

## Persönliche Bestzeiten
- 400 Meter: 50,81 s, 12. April 2023 in Pretoria
- 400 m Hürden: 53,90 s, 6. August 2024 in Paris

## Persönliches
Seit 2023 ist van der Walt mit dem namibischen Leichtathleten Ivan Geldenhuys verheiratet und startet seitdem unter dem Namen Zenéy Geldenhuys.